# Otacilia ambon
Otacilia ambon es una especie de arañas araneomorfas de la familia Phrurolithidae.

## Distribución geográfica
Es endémica de Ambon (Indonesia).